# Samuel Adams

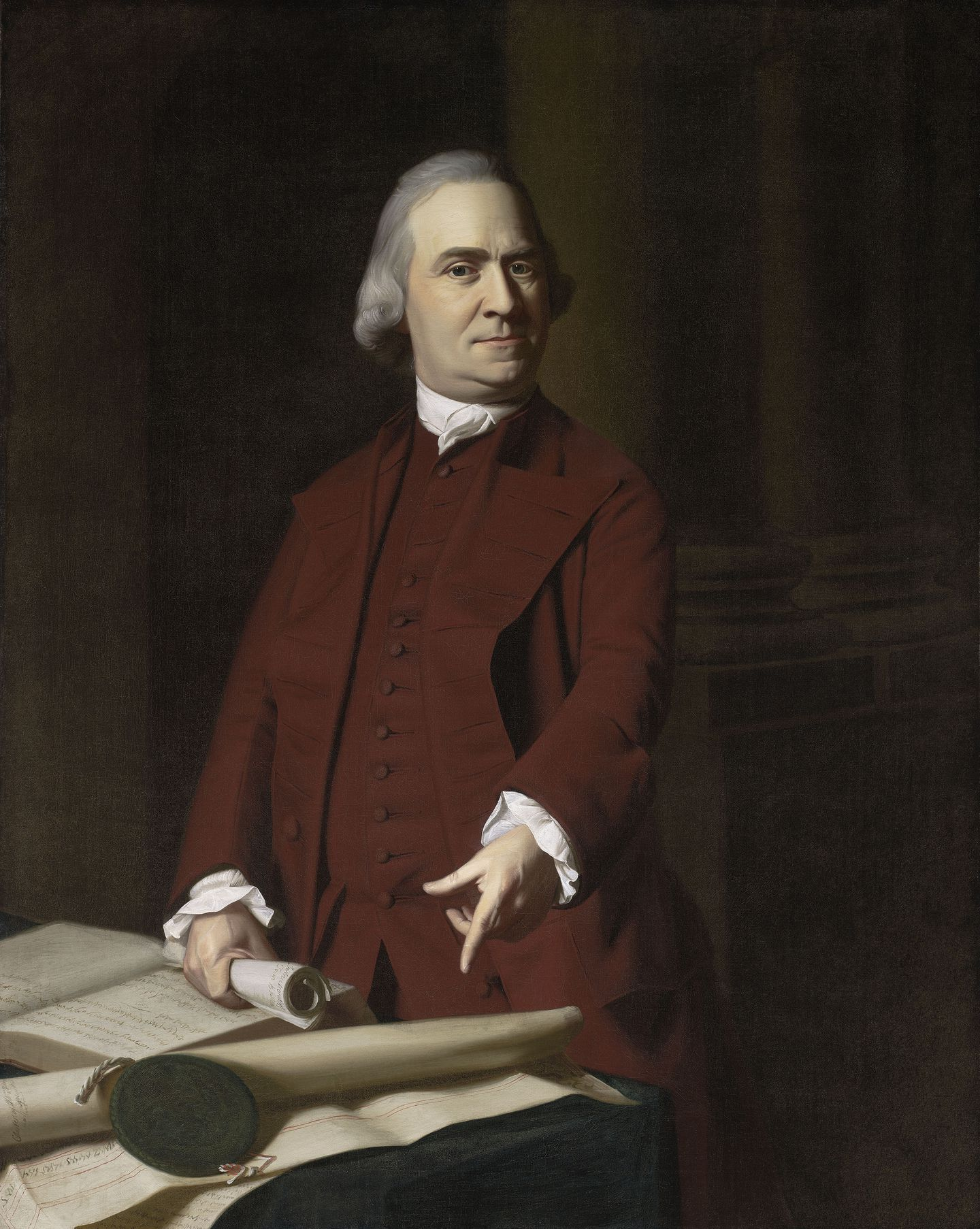
Samuel Adams

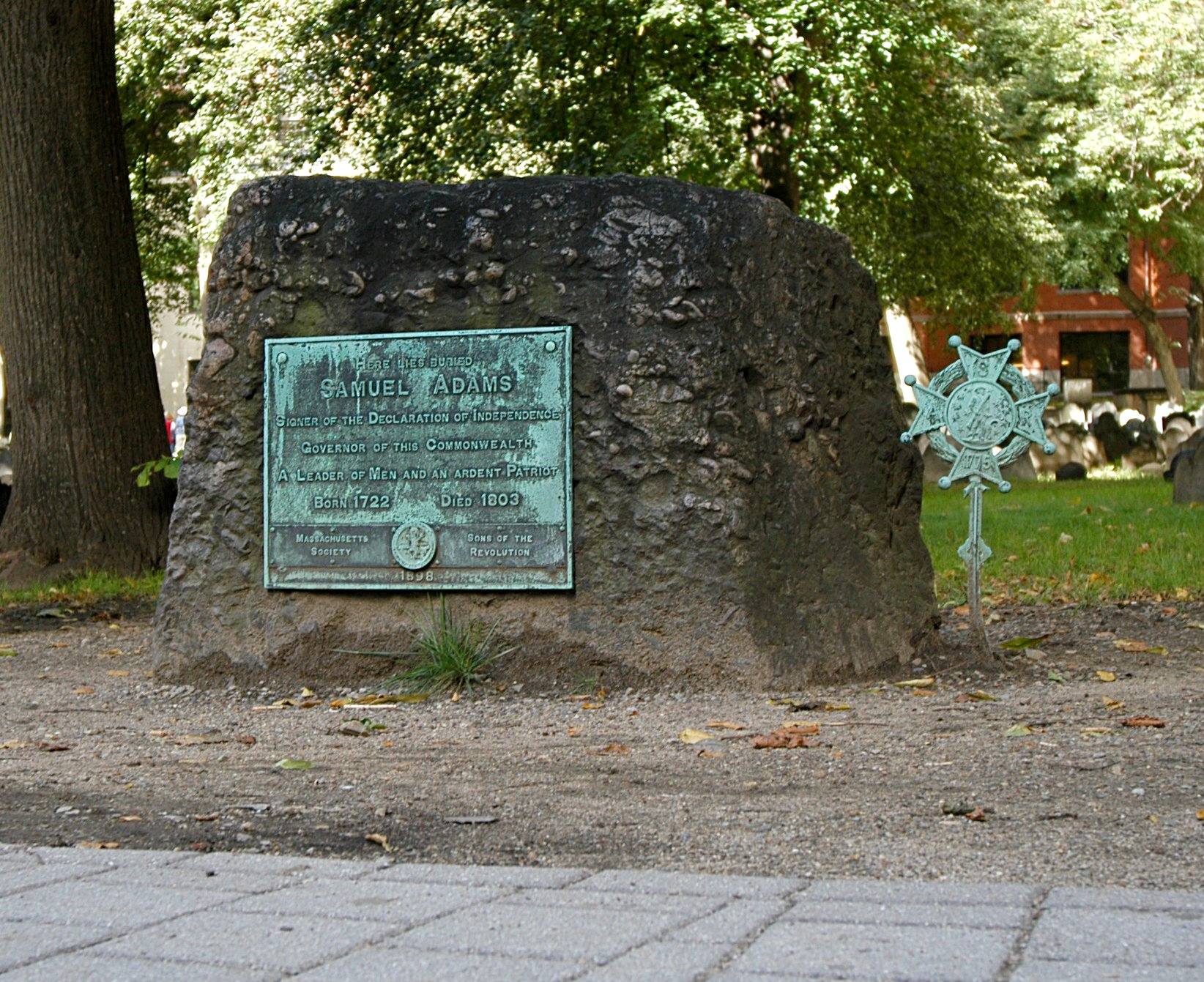
Adams’ Grab in Boston

Samuel Adams (* 16. Septemberjul. / 27. September 1722greg. in Boston, Province of Massachusetts Bay; † 2. Oktober 1803 ebenda) war ein US-amerikanischer Staatsmann und Revolutionär. Er war ein Gegner der britischen Kolonialpolitik während des Amerikanischen Unabhängigkeitskrieges und einer der Gründerväter der Vereinigten Staaten. Von 1794 bis 1797 war er zudem Gouverneur von Massachusetts.

## Leben
Adams war eines von zwölf Kindern von Samuel Adams Sr. (1689–1748) und seiner Ehefrau Mary Adams, geborene Fifield (1694–1748). Ihr Sohn besuchte das Harvard College und begann nach seinem Abschluss 1740 ein Jurastudium. Anschließend arbeitete er als Büroangestellter und wurde später Kaufmann. Im Oktober 1749 heiratete er Elizabeth Checkley (1725–1757), die Tochter seines Pfarrers. Sie hatten zusammen sechs Kinder, von denen aber nur zwei das Erwachsenenalter erreichten: Samuel (* 1751) und Hannah (* 1756). Nach Elizabeths Tod heiratete Adams im Jahr 1764 Elizabeth Wells (1735–1808). Diese Ehe blieb kinderlos.
1747 kam es in Boston zu einem Aufstand von Seeleuten, die sich dagegen wehrten, in die britische Armee gepresst zu werden. Januar 1748 gründete Adams gemeinsam mit Freunden die Wochenzeitung The Independent Adviser. Dort verteidigte Adams das Recht auf Widerstand gegen Unterdrückung. Er forderte auch ein Agrargesetz zur gerechten Verteilung des Bodens. Im Januar 1748 schrieb Adams:

„Alle Menschen sind von Natur aus gleichrangig; mit dem gleichen Anteil an Freiheit geboren und mit fast gleichen Fähigkeiten ausgestattet.“

1776 tauchte fast die gleiche Formulierung am Beginn der amerikanischen Unabhängigkeitserklärung auf.
Nach seines Vaters Tod führte Adams die elterliche Brauerei weiter. Aber 20 Jahre später musste er das nie sehr rentable Geschäft endgültig aufgeben. Anschließend konzentrierte er sich auf die Politik. Ab 1756 arbeitete er acht Jahre lang mit wenig Erfolg als Steuereinnehmer in Boston. Von 1765 bis 1774 war er Mitglied im Unterhaus des General Court von Massachusetts.
Die heute existierende Biermarke Samuel Adams der Boston Beer Company geht nicht auf die damalige Brauerei zurück.
Samuel Adams war einer der wichtigsten Kämpfer für die amerikanische Unabhängigkeit und als Redner sehr bekannt. Als er 1773 die Boston Tea Party organisierte, die am 16. Dezember stattfand, erlangte er große Popularität. Später gehörte er als Mitglied im Kontinentalkongress zu den Mitunterzeichnern der Unabhängigkeitserklärung.
1780 gehörte Samuel Adams zu den Gründungsmitgliedern der American Academy of Arts and Sciences.
1789 übernahm er das Amt des Vizegouverneurs von Massachusetts, das er bis 1793 innehatte. Anschließend (1794–1797) wurde er Gouverneur dieses Staates. Den Bestrebungen der Föderalisten um Alexander Hamilton, George Washington und John Adams, die Kompetenzen der Zentralregierung zu erweitern, trat er entgegen; er schloss sich der Demokratisch-Republikanischen Partei an.
Samuel Adams war der Onkel des Kongressabgeordneten Joseph Allen (1749–1827) und Großonkel von Charles Allen (1797–1869), der ebenfalls Kongressmitglied war. Er war außerdem ein Cousin von Präsident John Adams.
In dem von Robert Stevenson inszenierten Disney-Film Johnny Tremain (1957) nach dem Roman von Esther Forbes wird Samuel Adams von Rusty Lane verkörpert.